# Elza – Nikczemna strażniczka
Elza – Nikczemna strażniczka (ang. Ilsa, the Wicked Warden, albo Greta – Haus ohne Männer) – film erotyczny z 1977 roku. Kontynuacja filmów Elza – Wilczyca z SS, Elza – Strażniczka haremu oraz Elza – Syberyjska tygrysica.

## Treść
Elza, była esesmanka, jest teraz sadystyczną szefową więzienia dla kobiet w jednym z państwa Ameryki Południowej. Wieźniarki, zdane na jej łaskę i niełaskę, pewnego dnia podnoszą bunt.
Film początkowo nie miał być kontynuacją filmu Elza – Syberyjska tygrysica. Pierwotne imię bohaterki miało brzmieć Greta, a tytuł Greta – Haus ohne Männer. Ostatecznie twórcy zmienili imię na Elza (oryg. Ilsa) i włączyli film w skład cyklu o Elzie.

## Obsada
- Dyanne Thorne: Greta/Ilsa
- Tania Busselier: Abbie Phillips
- Lina Romay: Juana
- Jesús Franco: Dr. Milton Arcos